# Por arte de magia
Por arte de magia fue un programa de televisión de entretenimiento familiar presentado por Anna Simon. que se estrenó el 13 de septiembre de 2013 en Antena 3. Se trata de la adaptación del formato británico The Magicians, emitido por BBC One. A falta de 4 emisiones por emitir, la cadena de televisión Antena 3 decidió retirar el programa, debido a sus bajos índices de audiencias.
Cada entrega del programa contaba con unos magos que realizaban una serie de trucos de magia con los famosos invitados. Entre estos trucos había un reto que ponía a prueba la originalidad, el ingenio y la ambición de cada uno.
Finalmente, las 4 emisiones que quedaban por emitir se emitieron en Nitro ese mismo año tras lo cual fue cancelado.

## Formato
Cada episodio cuenta con tres magos, cada uno emparejado con un famoso diferente. Así, los tres equipos deben realizar una serie de trucos de magia y el jurado debe decidir a la pareja ganadora.
En cada entrega, los magos deben presentar un truco o efecto diferente que girará en torno a un tema concreto. Además, deben presentar otro efecto de tema libre para sorprender a los espectadores. Finalmente, los ilusionistas también tienen que sacar sus trucos a la calle en una de las secciones del espacio.
Todos ellos competirán por el mejor aplauso del público y por el premio que cada famoso donará a la ONG que elija.

### Jurado
Las actuaciones de los famosos son valoradas por un jurado profesional compuesto de cuatro personas. Los componentes del jurado son:
| Jurado          | Edad    | Profesión           |
| --------------- | ------- | ------------------- |
| Alaska          | 50 años | Cantante            |
| Almudena Cid    | 32 años | Ex gimnasta rítmica |
| Luis Piedrahíta | 35 años | Humorista y mago    |
| Santi Rodríguez | 47 años | Actor y cómico      |

### Magos concursantes
Jorge Blass, Yunke y Luis de Matos, un mago portugués que ya participó en la versión británica (The Magicians). Además, Juan Tamariz y Jandro colaborará en todos los programas.
| Magos         | Galas ganador | Galas perdedor | Información       |
| ------------- | ------------- | -------------- | ----------------- |
| Jorge Blass   | 3.ª           | 3.ª            | 5.º y 6.º puesto  |
| Yunke         | 1.ª y 2.ª     | 1.ª            | 2.º y 3.er puesto |
| Luis de Matos | 4.ª           | 2.ª y 4.ª      | 1.er y 4.º puesto |

### Famosos concursantes
| Famosos            | Procedencia   | Edad    | Ocupación                                    | Galas ganadas | Galas perdidas | Resultado        |
| ------------------ | ------------- | ------- | -------------------------------------------- | ------------- | -------------- | ---------------- |
| María Esteve       | Mar del Plata | 38 años | Actriz, hija de Marisol                      | 4.ª           | -              | Ganadora         |
| Pitingo            | Huelva        | 32 años | Cantante                                     | -             | -              | 2.º clasificado  |
| Juan José Ballesta | Madrid        | 25 años | Actor                                        | 1.ª           | 3.ª            | 3.er clasificado |
| Gemma Mengual      | Barcelona     | 36 años | Medallista olímpica de Natación sincronizada | 2.ª y 3.ª     | 4.ª            | 4.ª clasificada  |
| Soledad Mallol     | Madrid        | 48 años | Actriz y humorista                           | -             | 1.ª            | 5.ª clasificada  |
| Jorge Sanz         | Madrid        | 44 años | Actor                                        | -             | 2.ª            | 6.º clasificado  |

### Posiciones semanales
|         | Gala 1    | Gala 2   | Gala 3   | Gala 4    | Resultado Final |
| ------- | --------- | -------- | -------- | --------- | --------------- |
| María   | Segunda   | Quinta   | Tercera  | Ganadora  | Ganadora        |
| Pitingo | Tercero   | Segundo  | Cuarto   | Cuarto    | Segundo         |
| Juanjo  | Ganador   | Segundo  | Perdedor | Tercero   | Tercero         |
| Gemma   | Quinta    | Ganadora | Ganadora | Perdedora | Cuarta          |
| Soledad | Perdedora | Cuarta   | Quinta   | Segunda   | Quinta          |
| Jorge   | Cuarto    | Perdedor | Segundo  | Quinto    | Sexto           |

### Trucos
|         | Gala 1                    | Gala 2               | Gala 3                | Gala 4                       |
| ------- | ------------------------- | -------------------- | --------------------- | ---------------------------- |
| María   | En el compresor           | Telequinesia extrema | El ojo de Horus       | Mujer cortada                |
| Pitingo | Martinete mágico          | Manipular el tiempo  | Atravesar estacas     | ¿Dónde esta el cuchillo?     |
| Juanjo  | Atravesar cuerpo          | Descoyuntar cabeza   | La magia del vudú     | Metamorfosis                 |
| Gemma   | El coche que se desvanece | Escapismo            | Nieve                 | Aparición sorpresa           |
| Soledad | Andar en las aguas        | Colombofilia         | Predicción con billar | Magia en la Universidad      |
| Jorge   | La carta mágica           | Acribillar a tiros   | Atravesar muro        | La pizarra de las travesuras |

### Puntuaciones semanales
| Famosos | Curso de iniciación | Curso de iniciación | Curso de iniciación | Curso de iniciación | Curso de iniciación |
| Famosos | Gala 1              | Gala 2              | Gala 3              | Gala 4              | Total               |
| ------- | ------------------- | ------------------- | ------------------- | ------------------- | ------------------- |
| María   | 17 puntos           | 14 puntos           | 18 puntos           | 24 puntos           | 73 puntos           |
| Pitingo | 16 puntos           | 16 puntos           | 14 puntos           | 14 puntos           | 60 puntos           |
| Juanjo  | 22 puntos           | 16 puntos           | 5 puntos            | 16 puntos           | 59 puntos           |
| Gemma   | 8 puntos            | 19 puntos           | 20 puntos           | 4 puntos            | 51 puntos           |
| Soledad | 7 puntos            | 15 puntos           | 8 puntos            | 17 puntos           | 47 puntos           |
| Jorge   | 14 puntos           | 4 puntos            | 19 puntos           | 9 puntos            | 46 puntos           |

     Ganador
     2.º puesto
     3.er puesto
     El concursante no fue uno de los tres primeros
     Perdedor de la noche
     Ganador de la noche
     Posiciones intermedias

### Invitados
| Invitado        | Profesión                    | Gala | Acto                                          | Información       |
| --------------- | ---------------------------- | ---- | --------------------------------------------- | ----------------- |
| Juan Tamariz    | Mago e ilusionista           | 1.ª  | El cochecito (cartomagia, magia de cerca)     | Mago invitado     |
| Sos & Victoria  | Cambio de ropa instantáneo   | 2.ª  | Cambio de ropa (escenario)                    | Magos invitados   |
| Jorge Blass     | Ilusionista, mago y director | 3.ª  | Restaurar el Ecce Homo (vídeo)                | Mago invitado     |
| Santi Rodríguez | Actor y cómico               | 3.ª  | Reloj roto y recompuesto (parlour, escenario) | Invitado especial |
| Dani DaOrtiz    | Mago e ilusionista           | 4.ª  | Improvisación de magia de cerca (cartomagia)  | Mago invitado     |

### Audiencias
| Fecha      | Características del Programa         | Audiencia         | Ref.  |
| ---------- | ------------------------------------ | ----------------- | ----- |
| 13/09/2013 | Gala 1 / Ganador: Juan José Ballesta | 1 741 000 (11,7%) | [ 6 ] |
| 20/09/2013 | Gala 2 / Ganadora: Gemma Mengual     | 1 411 000 (9,1%)  | [ 7 ] |
| 27/09/2013 | Gala 3 / Ganadora: Gemma Mengual     | 1 311 000 (8,3%)  | [ 8 ] |
| 04/10/2013 | Gala 4 / Ganadora: María Esteve      | 956 000 (6,9%)    | [ 9 ] |

## PalmarésPor arte de magia
| Edición                                  | Fecha                                           | Galas | Ganador/a    | Subcampeón | Tercer lugar    |
| ---------------------------------------- | ----------------------------------------------- | ----- | ------------ | ---------- | --------------- |
| [ 1 ] Por arte de magia: Primera edición | 13 de septiembre de 2013 - 4 de octubre de 2013 | 4     | María Esteve | Pitingo    | Juanjo Ballesta |

## Audiencia media de todas las ediciones
| Edición                                  | Fecha | Espectadores | Share |
| [ 1 ] Por arte de magia: Primera edición | 2013  | 1.355.000    | 9,0%  |
| ---------------------------------------- | ----- | ------------ | ----- |

## Por arte de magiaen el mundo
| Leyenda:  |           |              |               |
| Estrenado | Cancelado | Próximamente | En producción |

| País                           | Nombre            | Presentador(es)                                                 | Canal       | Fecha de estreno         | Página web  |
| ------------------------------ | ----------------- | --------------------------------------------------------------- | ----------- | ------------------------ | ----------- |
| Chile                          | Los Magos         | Iván Núñez                                                      | Chilevisión |                          |             |
| España                         | Por arte de magia | Anna Simon                                                      | Antena 3    | 13 de septiembre de 2013 | Web oficial |
| Reino Unido (Versión original) | The Magicians     | Lenny Henry (Primera edición) Darren McMullen (segunda edición) | BBC One     | 1 de enero de 2011       | Web oficial |

También hay una versión sueca del programa llamada "Helt Magiskt".